# غراديشكا
غراديسكا (بالصربية: Градишка) هي مدينة وبلدية في الجزء الشمالي الغربي من البوسنة والهرسك في في منطقة بوسنسكا كرايينا وهي جزء من كيان جمهورية صربسكا وتبلغ مساحتها 761.74 كم 2. في الشمال حيث الحدود مع البلديات نوفا غراديسكا ونوفسكا في كرواتيا على طول نهر سافا .وتقع على بعد حوالي 40 كيلومترا (25 ميل) شمال بانيا لوكا.

## جغرافيا
تقع غراديسكا شمال غرب البوسنة والهرسك جمهورية صرب البوسنة على الضفة اليمنى من نهر سافا، بالقرب من الحدود الكرواتية وأربعين كيلومترا إلى الشمال من بانيا لوكا. على الجانب الآخر من سافا هي المدينة الكرواتية ستارا غراديسكا.

## توأمة
لغراديسكا اتفاقيات توأمة مع كل من:
- Ćuprija [الإنجليزية]‏
- كافالا

## أعلام
- برانكو غراهوفاش
- فاسو كبريلوفيك
- فيليكس كوجادينوفيتش
- زلاتكو يانييتش
- ميلان يانكوفيتش